# Alejandro Camacho
Alejandro Camacho Pastrana (ur. 11 lipca 1954 w Meksyku) – meksykański aktor telewizyjny i filmowy.

## Wybrana filmografia
- 2008: Kapadocja jako José Burian
- 2012: Otchłań namiętności jako Augusto Castañón
- 2014: Yo no creo en los hombres jako Claudio Bustamante

## Nagrody
| Rok  | Nagroda       | Kategoria                    | Telenowela          | Rezultat |
| ---- | ------------- | ---------------------------- | ------------------- | -------- |
| 2009 | Premios Bravo | Najlepszy aktor w telenoweli | Alma de hierro      | Wygrana  |
| 2013 | Premios Bravo | Najlepszy aktor              | Otchłań namiętności | Wygrana  |